# FFH-Gebiet Staatsforst südöstlich Handewitt
Das FFH-Gebiet Staatsforst südöstlich Handewitt ist ein NATURA 2000-Schutzgebiet in Schleswig-Holstein, im Kreis Schleswig-Flensburg in der Gemeinde Handewitt. Es ist mit einer Fläche von 17 ha das kleinste FFH-Gebiet des Kreises Schleswig-Flensburg und Teil des 590 ha großen Handewitter Forstes. Das FFH-Gebiet liegt im Naturraum Angeln, der aus naturfachlicher Bewertung laut Landschaftssteckbrief des Bundesamtes für Naturschutz zu den „Landschaften mit geringerer Bedeutung“ zählt. Das FFH-Gebiet ist im Eigentum der Schleswig-Holsteinischen Landesforsten A.ö.R. Die Verwaltung des FFH-Gebietes erfolgt durch die Försterei Glücksburg.

## FFH-Gebietsgeschichte und Naturschutzumgebung
Der NATURA 2000-Standard-Datenbogen für das FFH-Gebiet Staatsforst südöstlich Handewitt wurde im Juni 2004 vom Landesamt für Landwirtschaft, Umwelt und ländliche Räume (LLUR) des Landes Schleswig-Holstein erstellt, im September 2004 der Naturschutzbehörde der EU als Gebiet von gemeinschaftlicher Bedeutung (GGB) vorgeschlagen, im November 2007 von der EU als GGB bestätigt und im Januar 2010 national nach § 32 Absatz 2 bis 4 BNatSchG in Verbindung mit § 23 LNatSchG als besonderes Erhaltungsgebiet (BEG) bestätigt. Am 2. Mai 2011 wurde der Managementplan für das FFH-Gebiet Staatsforst südöstlich Handewitt vom damaligen Ministerium für Landwirtschaft, Umwelt und ländliche Räume des Landes Schleswig-Holstein veröffentlicht. Dieser wird laufend fortgeschrieben.

## FFH-Erhaltungsgegenstand
Der FFH-Erhaltungsgegenstand (lt. Standard-Datenbogen mit Stand Mai 2019) sind folgende 4 FFH-Lebensraumtypen des Anhangs I der FFH-Richtlinie von besonderer Bedeutung der EU übermittelt worden:
- 4030 Trockene Heiden (Gesamtbeurteilung C)[7]

- 6510 Magere Flachland-Mähwiesen (Gesamtbeurteilung C)[8]
- 9110 Hainsimsen-Buchenwälder (Gesamtbeurteilung C)[9]
- 9190 Alte bodensaure Eichenwälder auf Sandebenen mit Stieleiche (Gesamtbeurteilung C)[10]

Der Erhaltungsgrad aller genannten Lebensraumtypen wird mit C (durchschnittlicher bis schlechter Erhaltungsgrad) bewertet.
Im Managementplan von 2011 war nur der Lebensraumtyp (LRT) 9190 und 4030 genannt.

## FFH-Erhaltungsziele
Für das FFH-Gebiet wird im Standard-Datenbogen nur der Lebensraumtyp 9190 als mit hervorragender Repräsentativität gemeldet. Im Managementplan von 2011 sind die beiden FFH-Lebensraumtypen 9190 und 4030 aufgeführt. Beim LRT 9190 handelt sich um einen Eichenkratt, von denen nur noch wenige in Schleswig-Holstein erhalten sind. Beide FFH-Lebensraumtypen wurden im FFH-Gebiet kartiert.

## FFH-Analyse und Bewertung
Die FFH-Analyse und Bewertung dient dazu, Probleme bei der Erhaltung und Entwicklung der FFH-Erhaltungsziele aufzuzeigen. Die Erhaltung des Kratts bedeutet einen hohen finanziellen Aufwand. Kratts sind pflegeintensiv. Invasive Arten verbreiten sich stark und müssen unterdrückt werden. Extensive Beweidung muss gezielt eingesetzt werden, um einerseits eine Verbuschung zu verringern und andererseits den Verbiss an den jungen Eichentrieben zu begrenzen. Der Kratt scheint ein idealer Lebensraum für Käfer zu sein. Eine Begehung im Jahre 2008 ergab eine Vielzahl von verschiedenen Arten. Im Jahre 2011 wurde die erste Biotopkartierung des FFH-Gebietes durchgeführt.

## FFH-Maßnahmenkatalog
Die bereits durchgeführten sowie geplante und wünschenswerte Maßnahmen sind im Managementplan von 2011 beschrieben, in Maßnahmenblättern in tabellarischer Form konkretisiert und auf einer Karte festgehalten. Dazu gehört auch die stetige Umwandlung von Nadel- in Buchen- und Eichenwald mit Verkrattung. Dies entspricht den Handlungsgrundsätzen der Schleswig-Holsteinischen Landesforsten in FFH-Gebieten.

## FFH-Erfolgskontrolle und Monitoring der Maßnahmen
In Schleswig-Holstein wird alle 6 Jahre stichprobenartig die Umsetzung der Maßnahmen überprüft. Im Jahre 2017 wurde die erste Folgekartierung der FFH-Lebensraumtypen vorgenommen. Sie besteht aus jeweils einem Biotopbogen mit Karte für jeden Biotop- oder FFH-Lebensraumtyp, siehe Einzelnachweise in Tabelle 1.
Tabelle 1:
| FFH-Lebensraumtyp                                              | Managementplan 2011 | Biotopkartierung 2017 | EU-Standard-Datenbogen 2019 |
| -------------------------------------------------------------- | ------------------- | --------------------- | --------------------------- |
| 9110 Hainsimsen-Buchenwälder                                   | k. A.               | 4,7956 ha             | 4,8 ha                      |
| 9190 Alte bodensaure Eichenwälder auf Sandböden mit Stieleiche | 8 ha                | 3,2887 ha             | 3,3 ha                      |
| 6510 Magere Flachland-Mähwiesen                                | k. A.               | 2,4981 ha             | 2,5 ha                      |
| 4030 Trockene Heiden                                           | 0,3 ha              | 0,3256 ha             | 0,3 ha                      |

Die Tabelle 1 zeigt die Unterschiede der Kartierungen in der Beurteilung der Größe der FFH-Lebensraumtypen (LRT) der Wälder. Die Schwierigkeit besteht insbesondere beim Waldumbau. Bei dem in diesem FFH-Gebiet am weitesten vertretenen LRT 9110 handelt es sich laut Biotopbögen 401 um eine „Junge Aufforstung mit Buchen und Eichen, wobei die Buchen insgesamt häufiger und älter als die Eichen sind“.

## Bildergalerie

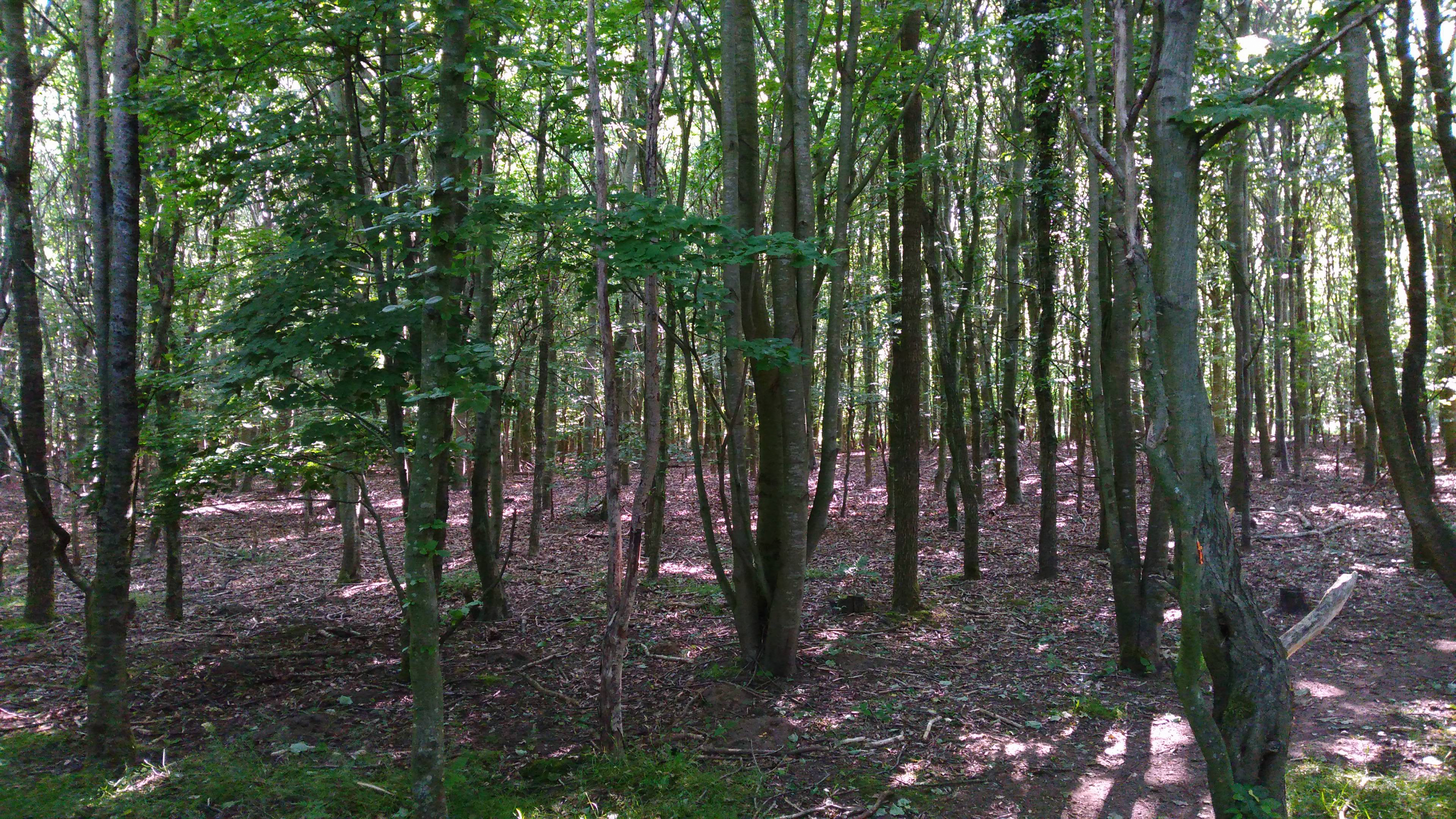
Junger Eichen- und Buchenkratt im FFH-Gebiet
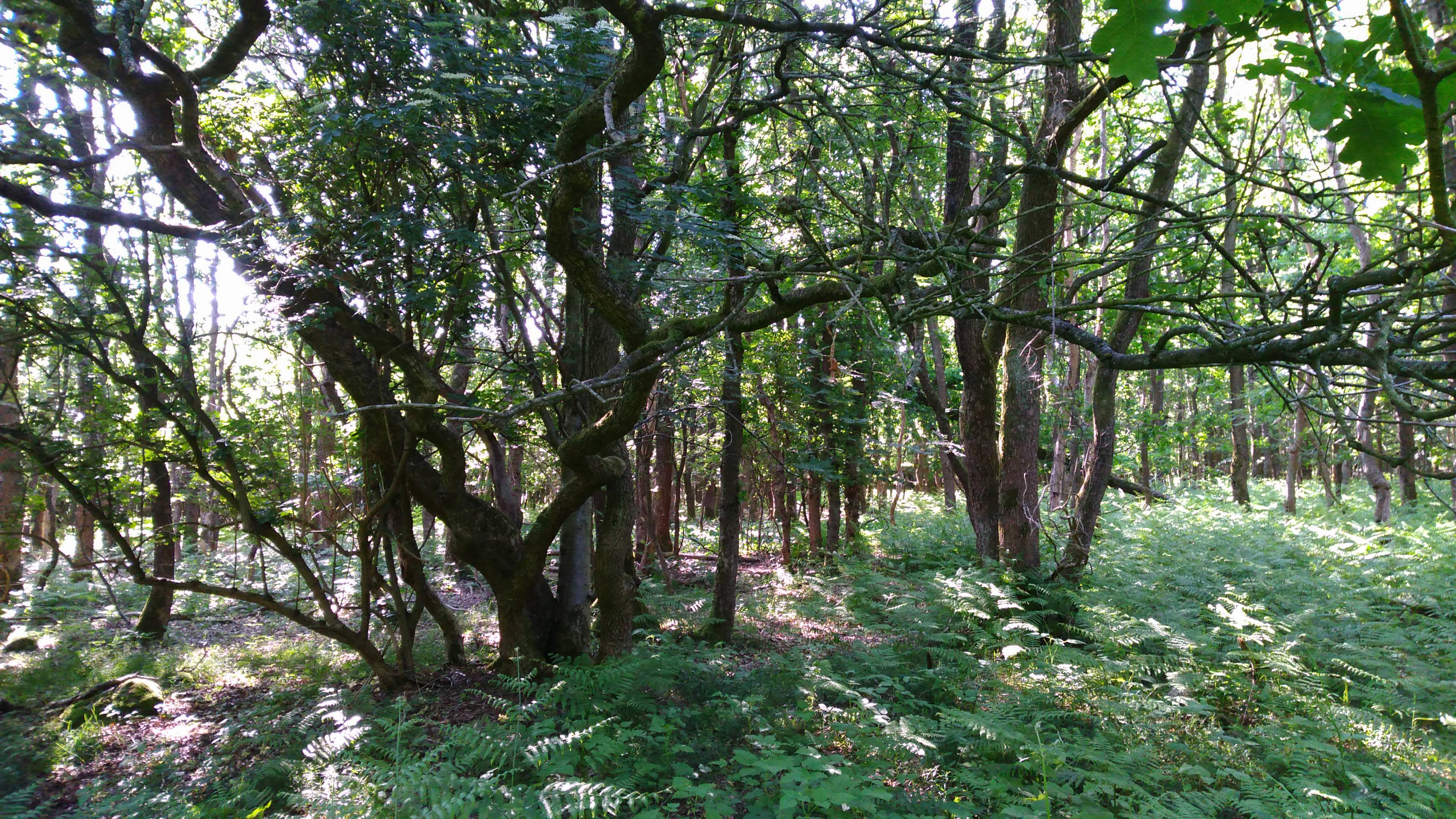
Mehrstämmige Eichen im FFH-Gebiet
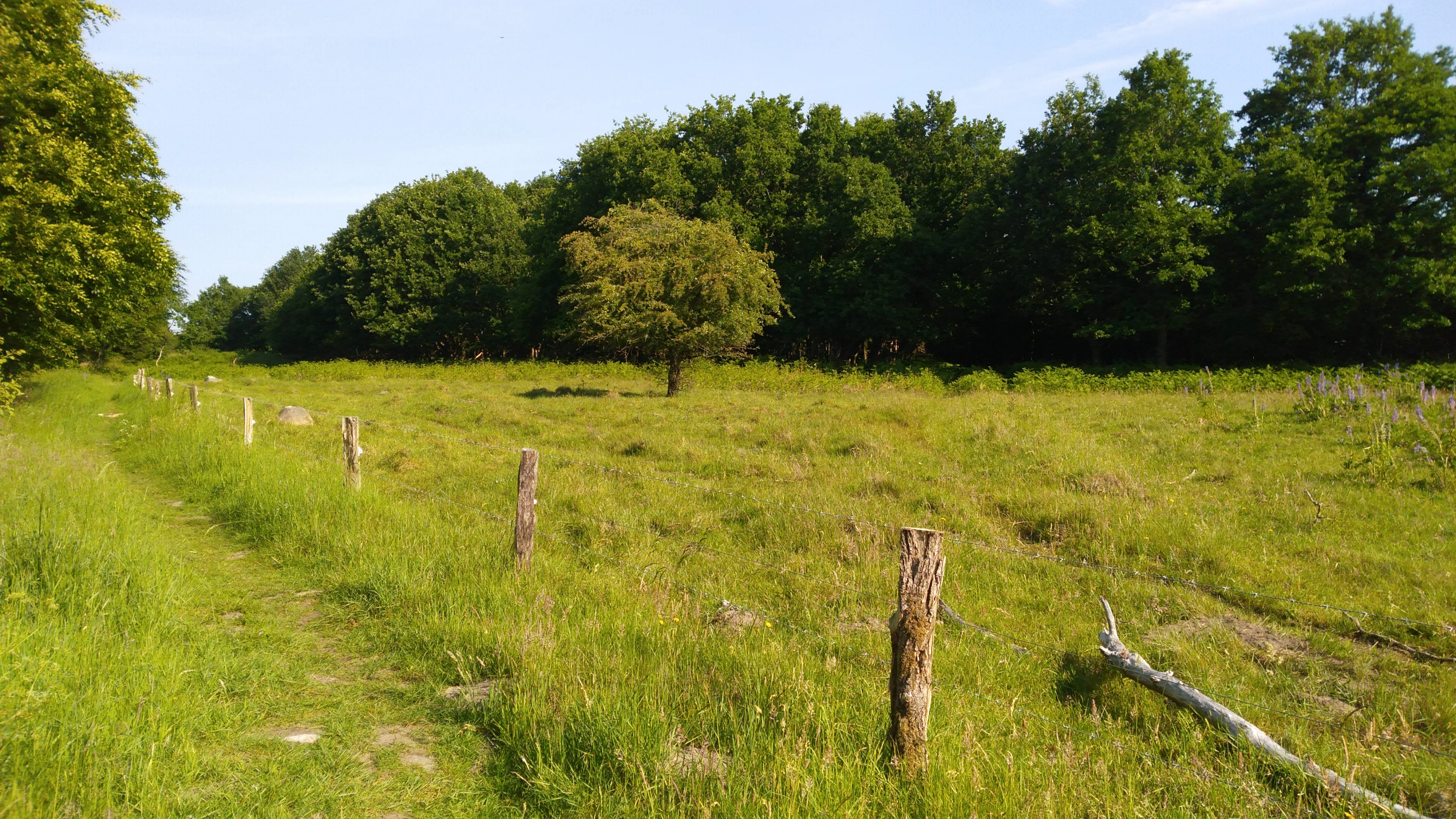
Extensiv genutzte Weide im FFH-Gebiet
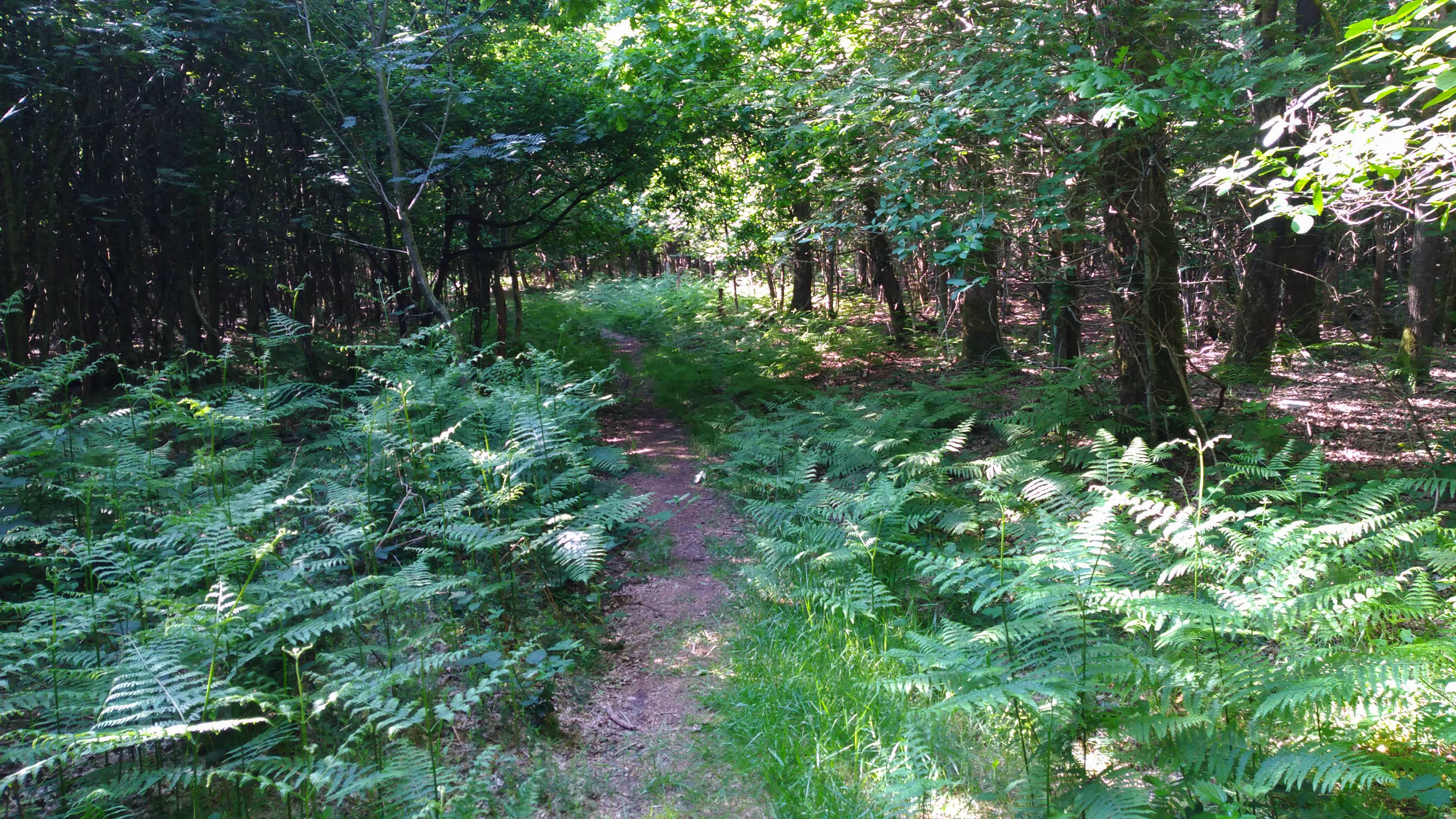
Naturpfad im FFH-Gebiet
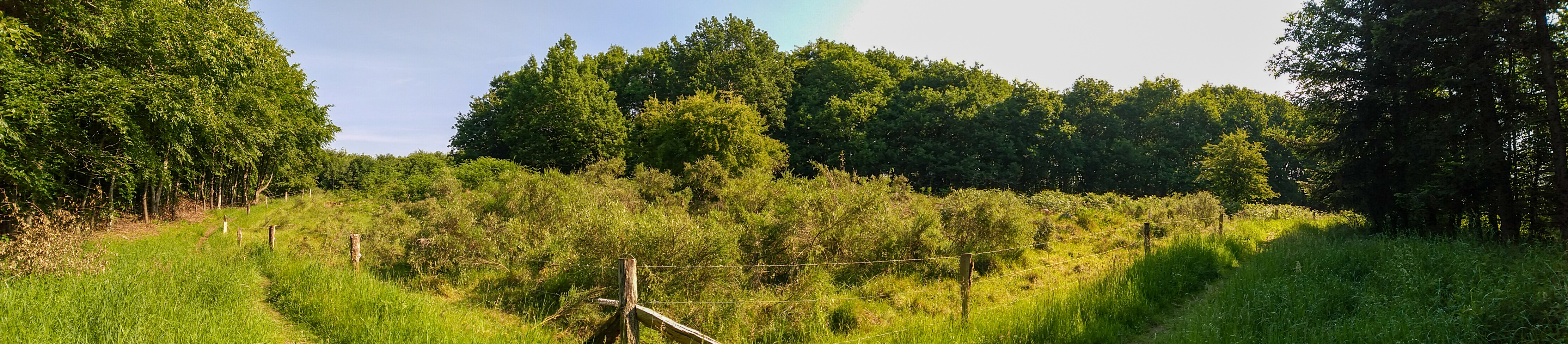
Sandheidereste im FFH-Gebiet